# Emil Krause

Emil Krause

Emil Krause (* 8. Juli 1870 in Goslar; † 17. Oktober 1943 in Wintermoor) war ein deutscher Sozialdemokrat, Reformpädagoge und Schulsenator in Hamburg.

## Leben
Krause besuchte das Lehrerseminar in Wolfenbüttel. 1892 wurde er kurz vor seiner Abschlussprüfung wegen unerlaubten Wirtshausbesuches strafweise um ein Jahr rückversetzt. Darauf erklärte er seinen Austritt aus dem Seminar. Sein späterer Antrag auf Wiederaufnahme wurde abgelehnt, wohl aufgrund seiner politischen Überzeugungen. Er konnte also seine Lehrerausbildung nicht abschließen.
Sein politisches Engagement führte ihn 1893 nach Hamburg, wo er Mitglied der Redaktion der SPD-Zeitung Hamburger Echo wurde. Als späterer Leiter des Feuilletons arbeitete Krause mit Persönlichkeiten des kulturellen Lebens zusammen, u. a. mit Alfred Lichtwark (Direktor der Hamburger Kunsthalle) und Detlev von Liliencron. Mit ihnen organisierte er zahlreiche literarische und künstlerische Veranstaltungen, um der Hamburger Arbeiterschaft den Weg zur Kunst zu öffnen. Privat galt Krauses Interesse dem Theater und der Oper.
1894 zitierte er anlässlich einer politischen Rede bei einer Gedenkfeier für die Märzgefallenen der Revolution von 1848 Verse des Dichters Ferdinand Freiligrath. Dafür wurde er wegen „Aufreizung zu Gewalt“ zu drei Monaten Gefängnis verurteilt.
Ab 1907 wurde Krause für die SPD Mitglied der Hamburgischen Bürgerschaft, der er bis 1933 ununterbrochen angehörte.

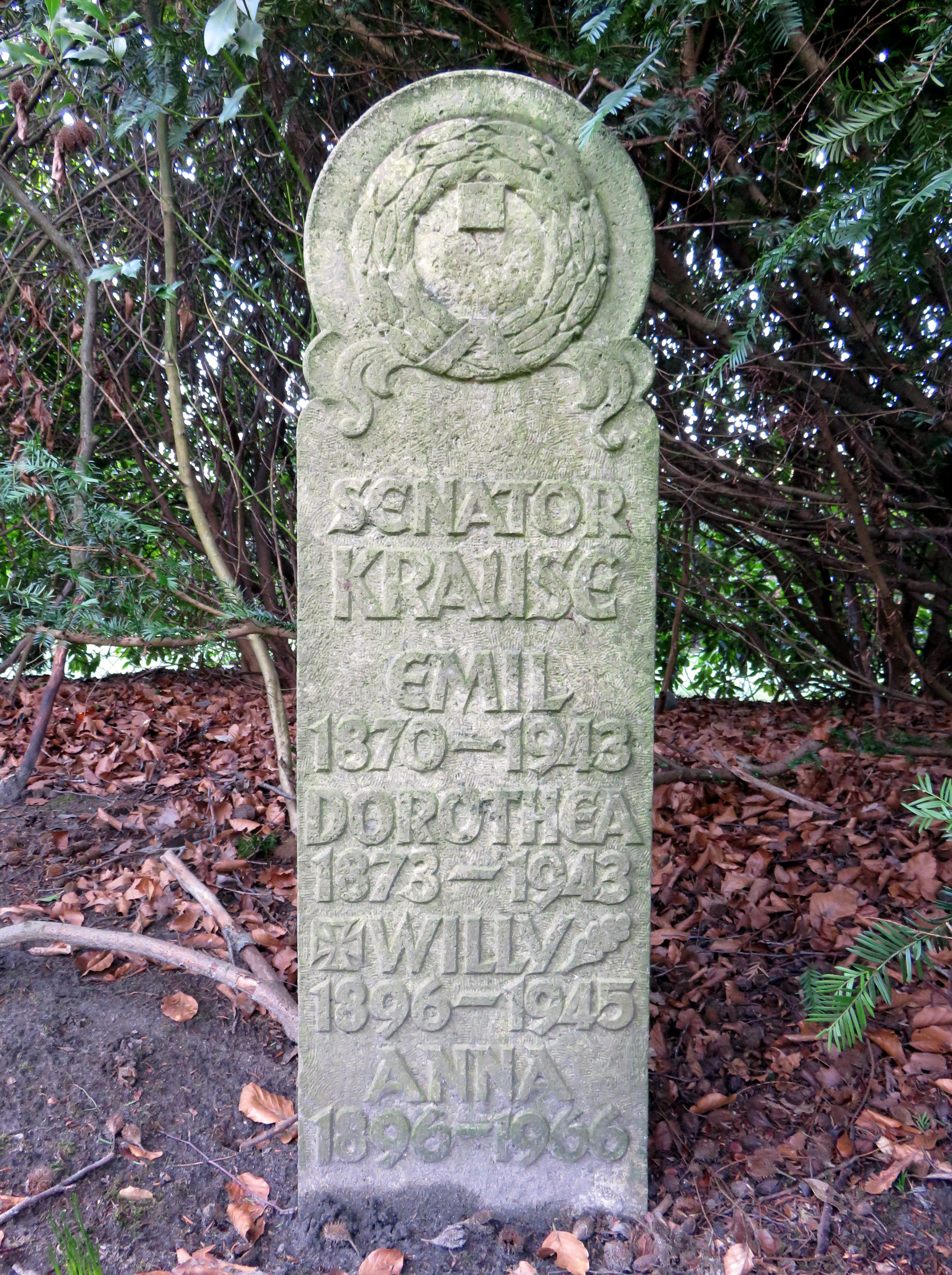
Grabstein für Senator Krause Emil auf dem Friedhof Ohlsdorf

Am 30. März 1919 wurde Krause zum Senator (→ Hamburger Senat 1919–1933) gewählt, er übernahm das Ressort Schule. 1920, als der jungen Weimarer Republik durch den Kapp-Putsch in Berlin Gefahr drohte, besetzte er mit einigen Lehrern das Hamburger Telegraphenamt und durchkreuzte so die Informationspolitik der Putschisten.
Krause war ein Vertreter einer Schulstrukturpolitik, die den Zugang für Kinder aller Volksschichten zur höheren Schule ermöglichen sollte. So gründete Hamburg 1920 als erstes Bundesland Aufbauschulen, die den Schülern ermöglichten, im Anschluss an die 7. Klasse der Volksschule den Weg zum Abitur zu beschreiten.
Krauses 14-jährige Amtszeit war durch eine Zeit der Reformpädagogik geprägt. Auch der Schulbau erfuhr eine neue Blütezeit. 45 neue Schulen entstanden während seiner Amtszeit, darunter auch das später nach ihm benannte Emil-Krause-Gymnasium (ab 2009 Stadtteilschule Barmbek, seit 2019 Emil-Krause-Schule). 31 dieser Schulen gestaltete der Architekt Fritz Schumacher in engem Kontakt mit Krause zu „liebevoll durchgebildeten“ Räumen der neuen menschenfreundlichen Pädagogik. Angesichts des beginnenden Naziterrors schied Krause am 3. März 1933 aus seinem Amt als Schulsenator aus. Die Hamburger Lehrer schrieben ihrem Schulsenator ins Zeugnis: „Die Schule hat unter seiner Führung einen Aufstieg erlebt wie wohl niemals zuvor.“
In der Operation Gomorrha im Juli 1943 wurde Emil Krause in Hamburg-Uhlenhorst ausgebombt. Er starb am 17. Oktober 1943 und wurde auf dem Ohlsdorfer Friedhof in Hamburg im Planquadrat AA 29 südwestlich von Kapelle 6 beigesetzt.
 

Den Nachruf auf Emil Krause hielt sein enger Freund Rudolf Roß, ehemaliger Volksschullehrer und Erster Bürgermeister. Er endet mit den Worten: 

„Deine Werke zeugen von deinem Wirken, und wenn du auch kein Dichter warst, so hättest du doch wie der Dichter von dir sagen können: ‚Non omnis moriar!‘ Nicht ganz werde ich sterben.“

Nach Krause sind die Krausestraße und die Emil-Krause-Schule in Hamburg-Dulsberg benannt.